# Куно Фішер
Ку́но Фі́шер (нім. Kuno Fischer; 23 липня 1824, Зандевальде, поблизу м. Гура, Королівство Пруссія — 5 липня 1907, Гайдельберг, Німецька імперія) — німецький історик філософії, доктор філософії (1847).

## Біографія
Навчався у Галле-Віттенберзькому університеті та Лейпцизькому університеті. У 1847 р. захистив ступінь доктора філософії.
У 1850 р. відкрив курс у Гайдельберзі, але йому було заборонено читання лекцій, без пояснення причин. Це розпорядження викликало загальне обурення ; тільки дармштадтський клерикальний орган в анонімній статті намагався виправдати образ дії уряду.
З 1856 до 1872 рік Фішер був професором Єнського університету, а потім перейшов у Гайдельберзький університет, де залучав численну аудиторію своїми блискучими лекціями.
Фішера при викладі історії філософії займала головним чином не історія проблем (як Віндельбанда в «Geschichte der Philosophie» і Ренув'є в «Esquisses d'une classification des systèmes philosophiques»), не історико-культурне вивчення умов виникнення та розвитку філософських вчень (Бенн, Гомперц Теодор) і не економічне тлумачення філософії (Елейтеропудос, Паттен). У Фішера на першому плані три завдання:
- засвоєння духу даної системи,
- з'ясування зв'язку даної системи з особистістю її творця («Lebensauffassung») і
- з'ясування зв'язку даної системи з іншими системами думки.

Особливо великі заслуги Фішера в роз'ясненні значення філософських систем Канта і Гегеля.
Разом з Целером він на початку 1860-х р.р. вказав на необхідність звернутися від матеріалізму до вивчення критичної філософії. Два останніх томи історії філософії, присвячені Гегелю, представляють безперечно найкращий і повний виклад гегелівської системи.
Фішер володіє неповторним мистецтвом входити в дух досліджуваного мислителя і тлумачити його, стаючи на його точку зору; в подібній іманентній критиці він ніби дотримується принципу, встановленого ще Гердером: «einen Schriftsteller aus sich selbst zu erklären ist die honestas jedem honesto schuldig».
При викладі різних філософських систем йому траплялося попутно піднімати глибокі і цікаві питання, що викликали жваву суперечку в літературі.
Фішер роз'яснив помилковість тлумачення «атрибутів» у системі Спінози в дусі суб'єктивних «форм пізнання»; в спорі, що виник між Фішером та Тренделенбургом про «третю можливість» (з питання про об'єктивне значенні форм простору і часу), Фішер відрізав шлях до догматичного тлумачення «трансцендентальної естетики» Канта Емануїла; говорячи про Фіхте, Фішер намагається наперекір думці інших істориків показати, що філософське світогляд Фіхте другого періоду не знаходиться в протиріччі з його первісною точкою зору.
Фішер висловив сумніви щодо зв'язку песимізму Шопенгауера з його долею, помічаючи, що Шопенгауер «розглядав трагедію світового нещастя в бінокль з вельми зручного крісла, а потім йшов додому із сильним враженням, але в той же час цілком задоволений»; цей погляд на Шопенгауера оскаржується Фолькельт.
Коли посивілого автора, Куно Фішера, запитували, чому він не відводить у своїх працях місця Фрідріху Ніцше, то знаменитий гайдельбергський професор з презирством завжди відповідав: «Ніцше — просто божевільний».

## Твори
- " Diotima ; die Idee des Schönen " (Діотима ; ідея прекрасного , 1849), де у формі листів викладаються основні початку гегельянської естетики ;
- " Die Logik und Metaphysik oder Wissenschaftslehre " (Логіка і метафізика, або вчення про науку , 2-е вид., 1865 р.), де Фішер викладає свою систему логіки і метафізики, надзвичайно близько дотримуючись Гегеля, хоча і претендує на самобутню розробку філософських проблем;
- «Geschichte der neueren Philosophie» (Історія новітньої філософії , 3-е вид. 1898 р.) — чудова праця, що охоплює історію раціоналізму ΧVΙΙI ст. (Декарт, Спіноза, Лейбніц — перші два томи), філософію Канта (III і IV т.), вчення найближчих послідовників Канта і філософію Фіхте (V т.), філософію Шопенгауера (VI т.), філософію Шеллінга (VII т.) і, нарешті, систему Гегеля (VIII і IX тт.).